# 三菱Strada
三菱Strada（日语：三菱・ストラーダ）乃1991年至1999年間由日本三菱汽車開發製造的中型皮卡貨車，為三菱L200之日規版，專門在「Car Plaza」體系販售。

## 概要
該車款為三菱Forte之後繼車款，原本主要用於外銷北美市場，直到1991年5月才正式在日本上市。此外，飛雅特汽車在巴西、南非組裝製造的四門皮卡貨車或多功能轎跑車（coupé utility）飛雅特Strada雖然同名，但和該車款毫無關係。

## 歷史

### 第一代K34T型（1986年-1997年）
1986年 - 正式在北美洲市場以三菱Mighty Max之名問世，動力來源可選擇2.0L直列四缸SOHC G63B型或者2.6L直列四缸SOHC 4G54型引擎，配合四速自排變速箱，車型則有單廂二門二人座或雙廂四門五人座之選擇。
1987年 - 縱使道奇汽車推出道奇Dakota，但更換廠徽銘牌的道奇Ram 50亦於同年度上市，並持續銷售了七年。或許是前者屬於中型車，而後者屬於緊湊型車，車身尺寸和價格差異使得道奇Ram 50保有其利基市場。
1991年 - 眼見日本車壇掀起RV風潮，三菱汽車決定於5月發售三菱Strada。引進的版本是雙廂四門五人座的4WD車型，頂級「R」車型具備擋泥板、大型車頭不銹鋼防撞保桿、傾斜計、内外溫度計、4具100W揚聲器、255/70R15輪胎等。後車斗之最大裝載量為500公斤，另可加價選購後車斗遮雨簾。動力心臟為日規版獨有的2.5L直列四缸SOHC 4D56型渦輪增壓柴油引擎，可輸出最大馬力85hp。
1993年 - 10月實施小改款，變更進氣壩、前保桿、車門後視鏡的造型設計，內裝飾板也改變設計。為了因應新的汽車廢氣排放標準，重新調校柴油引擎，並新增ABS防鎖死煞車系統。
1994年 - 8月推出「Black Edition」特仕車。

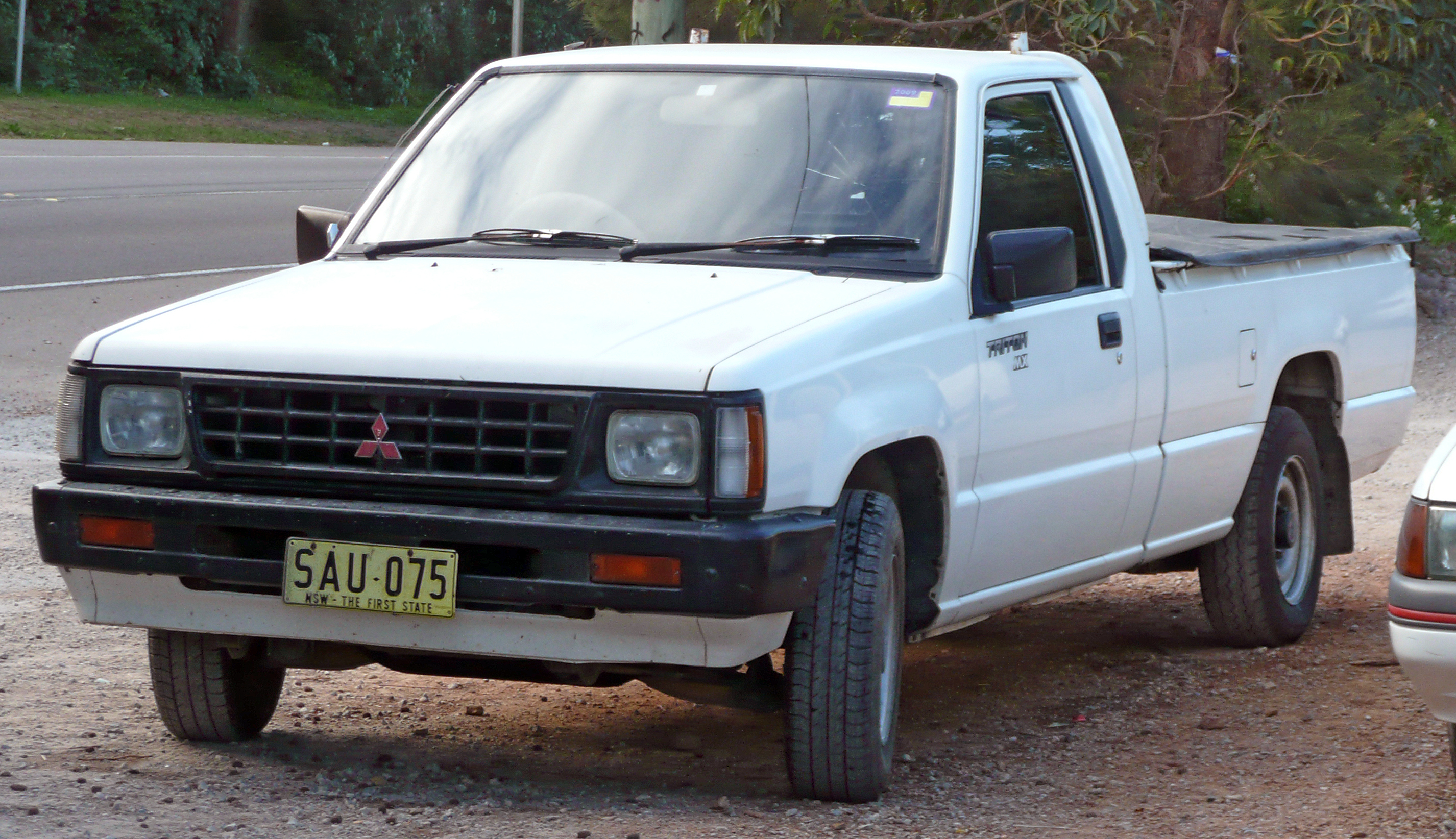
澳規版三菱Triton
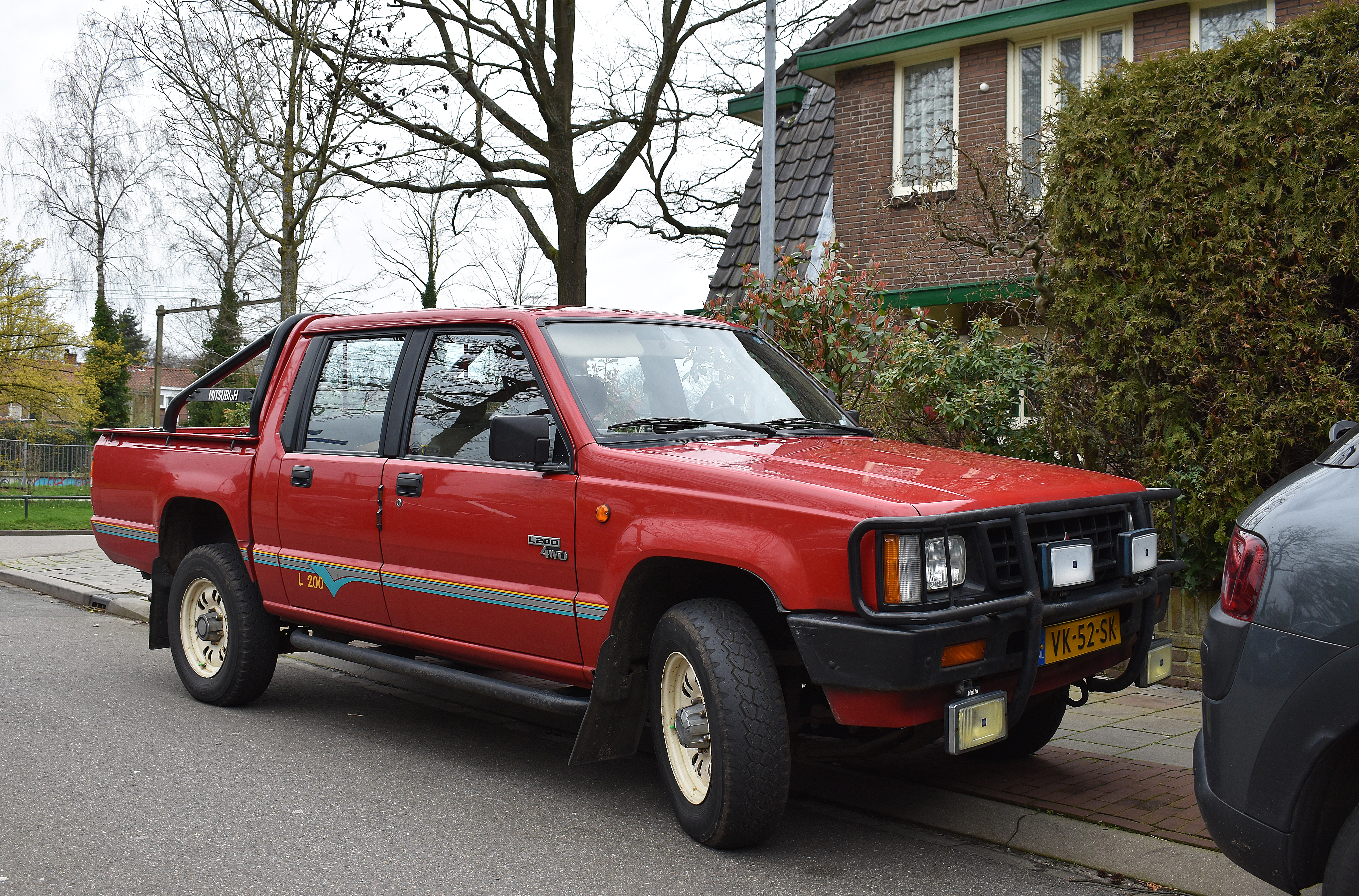
歐規版雙廂四門五人座車頭
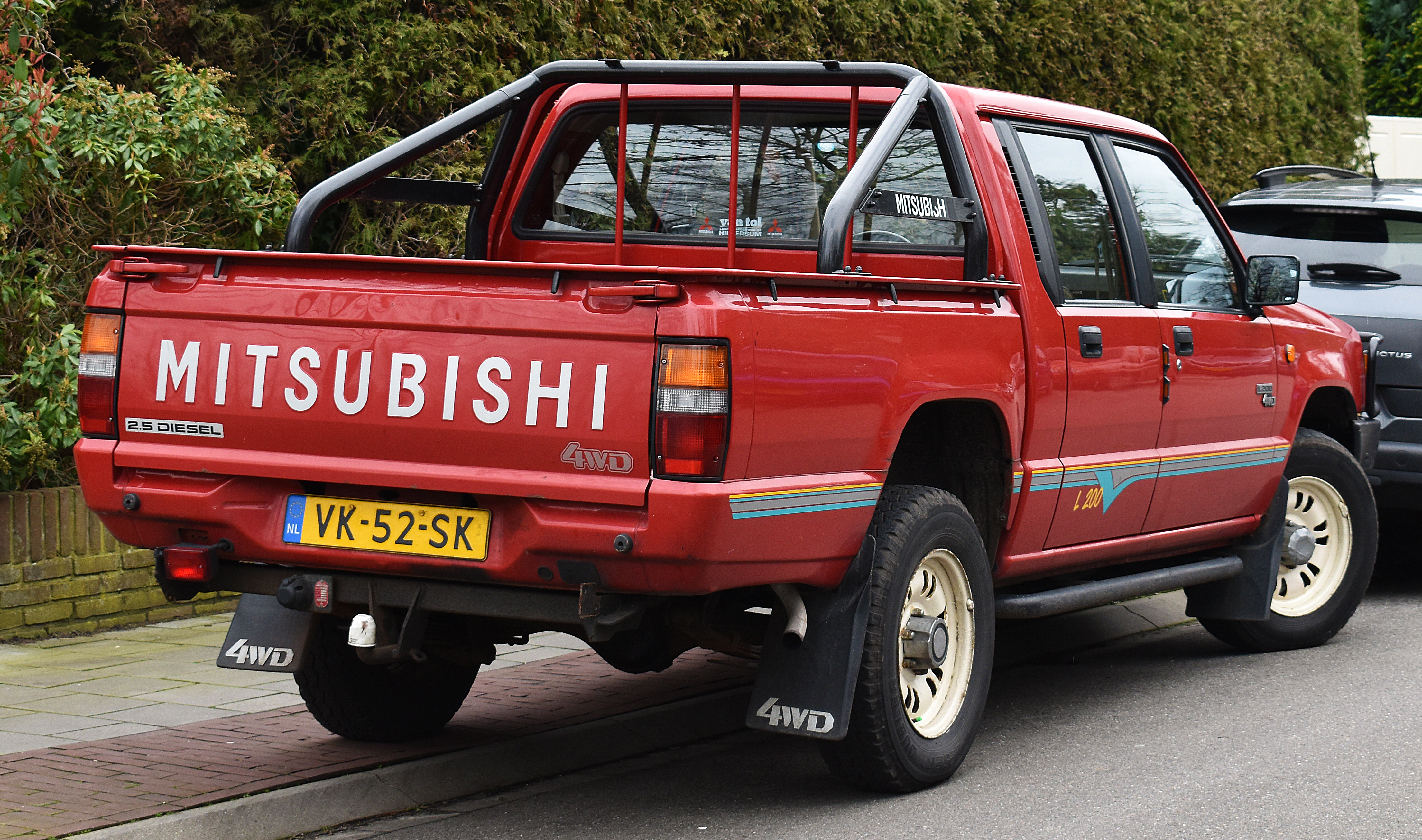
歐規版雙廂四門五人座車尾

### 第二代K74T型（1996年-2008年）
1996年 - 專門銷售海外的三菱L200發表第三代大改款，由位於泰國春武里府林查班的泰國三菱製造組裝，動力可選2.5L直列四缸SOHC 4D56型渦輪增壓柴油引擎或者3.0L V型六缸SOHC 6G72型汽油引擎，上一代使用的2.6L直列四缸SOHC 4G54型改以馬力更大的2.4L直列四缸SOHC 4G64型引擎取代。
1997年 - 6月2日泰國製造的第二代Strada正式引進日本市場，採雙廂4WD、四速自排或五速手排之設定，2.5L直列四缸SOHC 4D56型渦輪增壓柴油引擎可輸出最大馬力105ps / 4,300rpm、最大扭力24.5kg・m / 2,000rpm。另外推出「Desert Cruiser」越野特仕車，以紫銀雙色車身的「R」車型為基底，加裝由Work K製造、三菱汽車技術服務（現已改名三菱汽車物流技術）安裝的配件，包含車身雙側與尾門貼紙、四顆霧燈與防護桿、晴雨窗、大型擋泥板、電動天窗、四顆工作燈與防滾護桿、16吋輪胎鋁圈組等。
1998年 - 9月日本市場實施小改款，更換保桿與進氣壩造型，車身塗裝變成雙色調，車室內變更轉向裝置與座椅質料，降低引擎進氣音，追加助手席安全氣囊等。
1999年 - 日本市場停售該車款。
2001年 - 第二度實施小改款，頭燈改成圓形。
2006年 - 正式停產。
2008年 - 印尼市場停止販售。

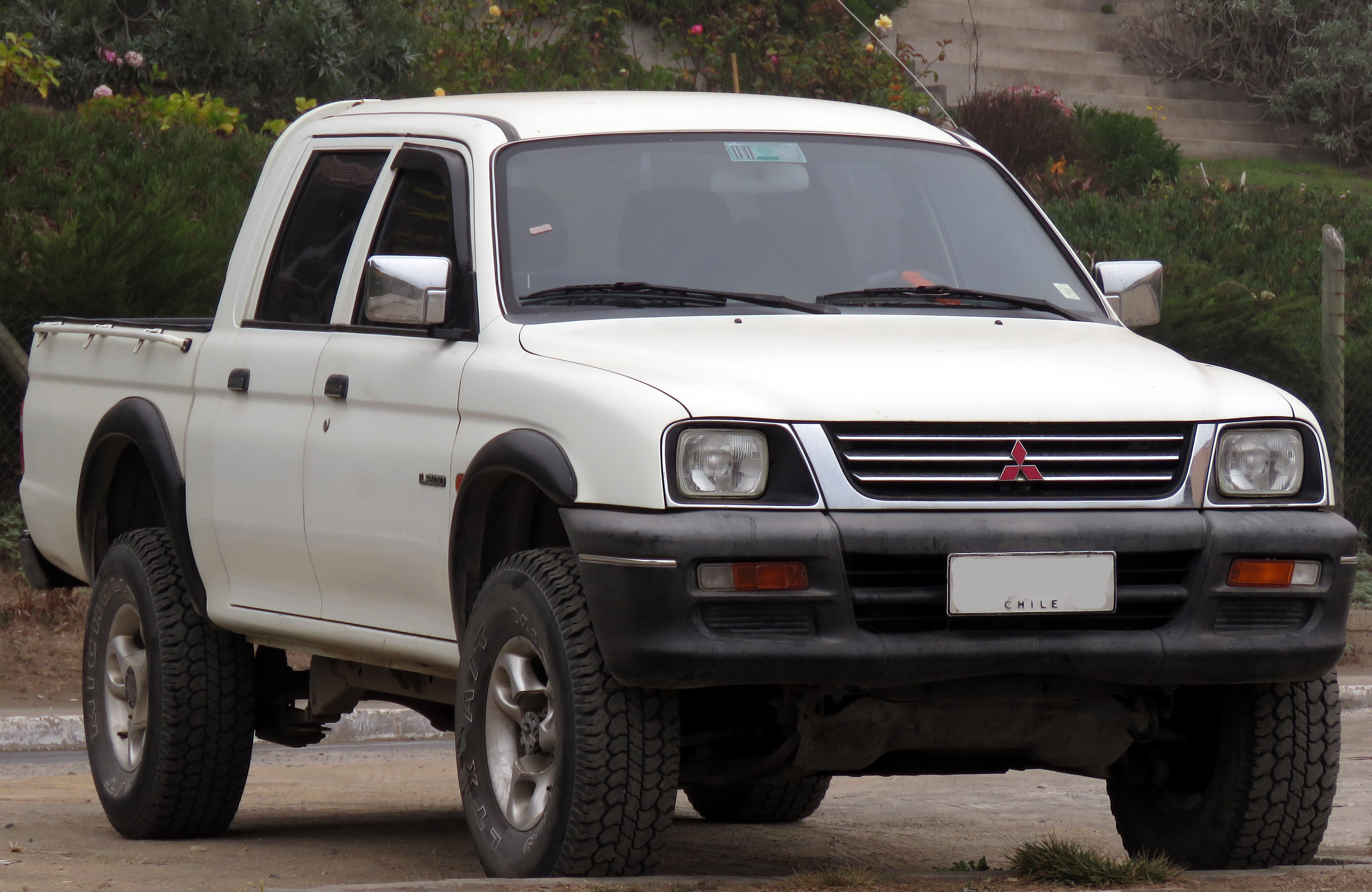
前期型車頭
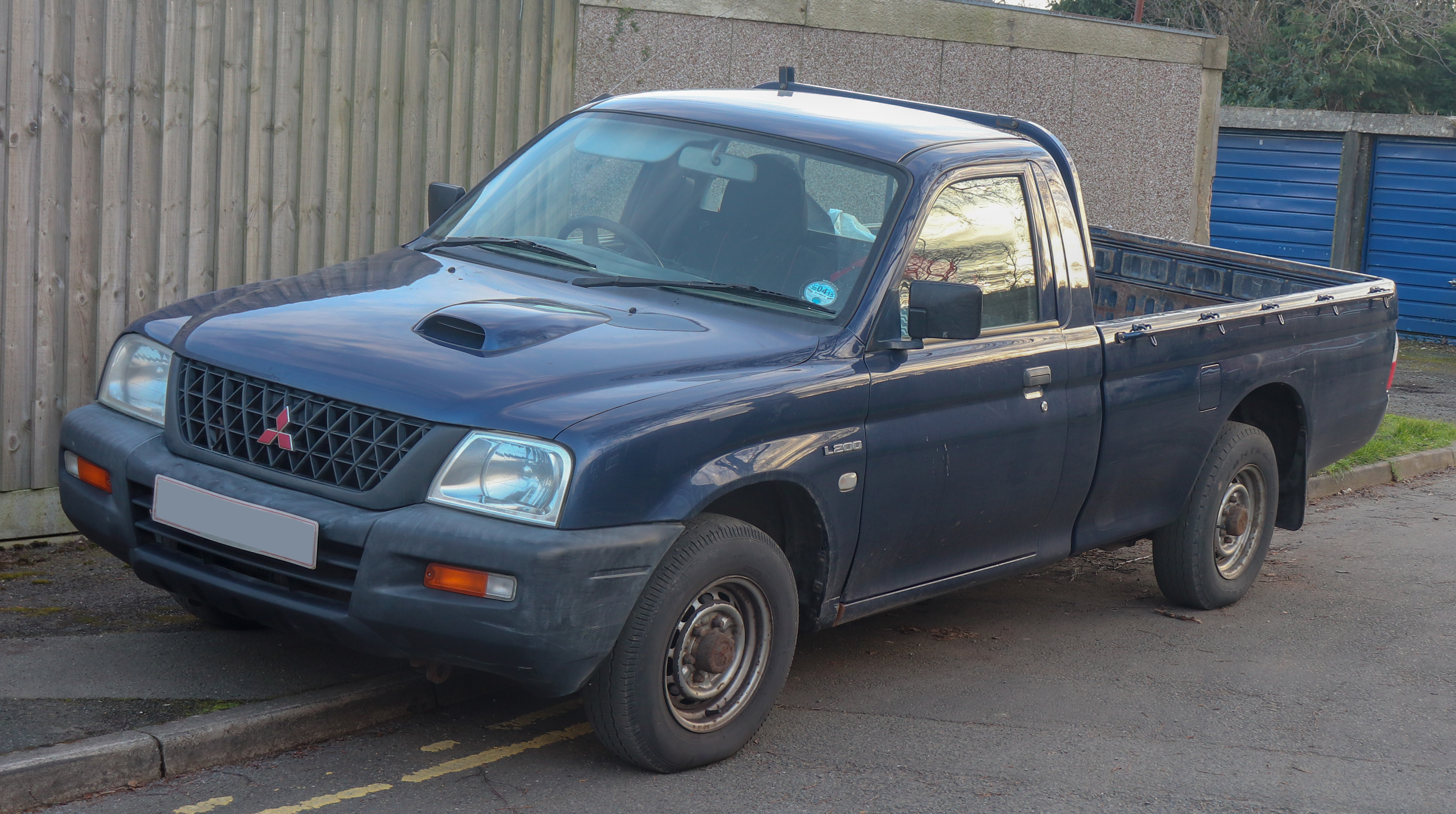
中期型車頭
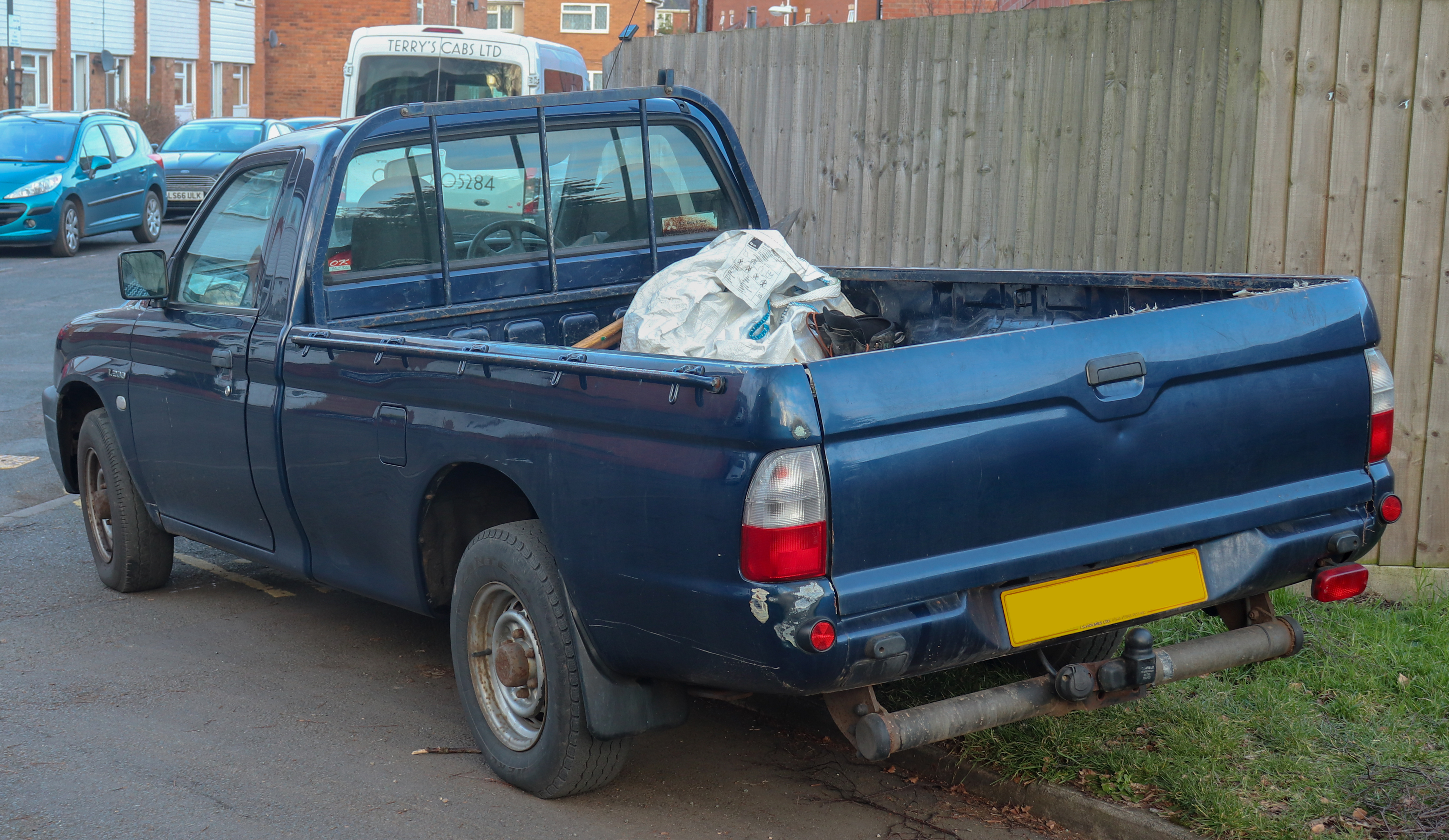
中期型車尾
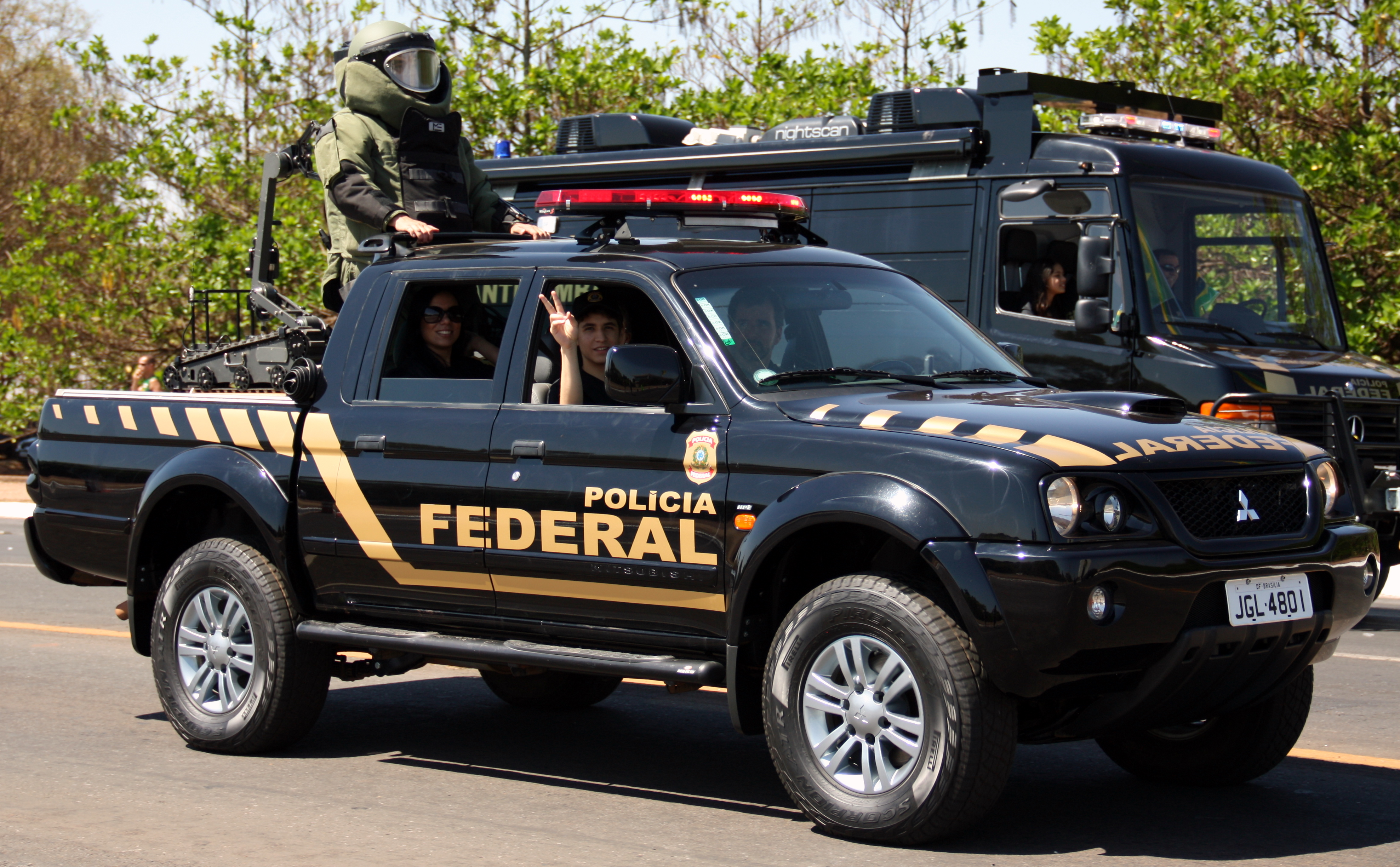
後期型車頭

## 外部連結
- （日語）天寿を全うさせたい：三菱10年10万kmストーリー （页面存档备份，存于）
- （日語）三菱 ストラーダ (初代 1986-1997)：フォルテの後継モデルとして登場したピックアップトラックKB-K34T （页面存档备份，存于）
- （日語）三菱 ストラーダ (2代目 1996-2005)：内外装デザインを一新するとともにパワートレインを強化KC-K74T （页面存档备份，存于）